# Kallasläktet
Kallasläktet eller kallor (Zantedeschia) är ett växtsläkte med 8 arter i familjen kallaväxter med utbredning i Sydafrika. Några arter och flera hybrider odlas som krukväxter i Sverige, de är också vanliga som snittblommor. En art, vit kalla (Z. aethiopica), kan odlas på friland på skyddade platser i södra Sverige.
Kallsläktet består av fleråriga örter med jordstam. Bladen är vanligen pil- eller spjutformiga med långa bladskaft, ibland är bladskivan prickig. Hölsterbladet är stort och iögonfallande. Kolven har enkönade blommor, hanblommorna överst. Hylle saknas. Frukten är ett bär, med 1-3 rum, som är giftigt.